# Bahnstrecke Busseau-sur-Creuse–Ussel
| Bahnhof Felletin, August 2016 |                      |                                                            |                                                           |
| Streckennummer (SNCF): | 712 000              |                                                            |                                                           |
| Kursbuchstrecke (SNCF): | 125, 126             |                                                            |                                                           |
| Streckenlänge: | 79 km                |                                                            |                                                           |
| Spurweite: | 1435 mm (Normalspur) |                                                            |                                                           |
| Maximale Neigung: | 25 ‰                 |                                                            |                                                           |
| |                      |                                                            |                                                           |
| \| \| \| Bahnstrecke Montluçon–Saint-Sulpice-Laurière v. St-Sulpice \| \| \| \| 388,8 \| Busseau-sur-Creuse \| 393 m \| \| \| 389,4 \| Creuse (Viaduc de Busseau, 338 m) \| Creuse (Viaduc de Busseau, 338 m) \| \| \| 389,2 \| Bahnstrecke Montluçon–Saint-Sulpice-Laurière n. Montluçon \| Bahnstrecke Montluçon–Saint-Sulpice-Laurière n. Montluçon \| \| \| 389,7 \| Tunnel de Villatte (182 m) \| Tunnel de Villatte (182 m) \| \| \| 390,4 \| Bois (Viaduc de la Villatte, 120 m) \| Bois (Viaduc de la Villatte, 120 m) \| \| \| 393,5 \| Ahun \| 362 m \| \| \| 396,4 \| Lavaveix-les-Mines \| 381 m \| \| \| 399,3 \| St-Martial-le-Mont \| 394 m \| \| \| 401,5 \| Vaveix-Issoudun \| 405 m \| \| \| 404,2 \| Fourneaux \| 431 m \| \| \| ~404,5 \| D 942 (ehem. N 142) \| D 942 (ehem. N 142) \| \| \| 409,5 \| Tunnel d’Alleyrat (171 m) \| Tunnel d’Alleyrat (171 m) \| \| \| 410,8 \| Tunnel de Laubard (48 m) \| Tunnel de Laubard (48 m) \| \| \| 411,4 \| Tunnel de la Salesse (169 m) \| Tunnel de la Salesse (169 m) \| \| \| 412,9 \| Aubusson \| 431 m \| \| \| 416,4 \| Creuse (40 m) \| Creuse (40 m) \| \| \| 413,1 \| Tunnel d’Aubusson (317 m) \| Tunnel d’Aubusson (317 m) \| \| \| ~413,6 \| Beauze \| Beauze \| \| \| ~413,6 \| D 941 (ehem. N 141) \| D 941 (ehem. N 141) \| \| \| 414,1 \| Tunnel de Saint-Jean (89 m) \| Tunnel de Saint-Jean (89 m) \| \| \| 416,4 \| Creuse \| Creuse \| \| \| 418,5 \| Moutier-Rozeille \| 474 m \| \| \| 421,4 \| Souterrain des Granges (524 m) \| Souterrain des Granges (524 m) \| \| \| 423,0 \| Felletin \| 529 m \| \| \| 423,7 \| Streckenende \| Streckenende \| \| \| 423,8 \| Creuse \| Creuse \| \| \| ~424,2 \| D 992 (ehem. N 692) \| D 992 (ehem. N 692) \| \| \| ~425,2 \| D 982 (ehem. N 682) \| D 982 (ehem. N 682) \| \| \| ~426,0 \| Creuse \| Creuse \| \| \| 431,0 \| Croze \| 571 m \| \| \| 436,6 \| Clairavaux \| 629 m \| \| \| 441,1 \| Souterrain du Gaudeix (1.336 m) \| Souterrain du Gaudeix (1.336 m) \| \| \| 443,2 \| Le Mas-d’Artige \| 773 m \| \| \| 448,6 \| La Courtine \| 729 m \| \| \| ~450,4 \| Département Creuse/Corrèze \| Département Creuse/Corrèze \| \| \| 454,4 \| Sornac-Saint-Rémy \| 701 m \| \| \| 461,7 \| Saint-Pardoux-le-Vieux \| 686 m \| \| \| \| Bahnstrecke Le Palais–Eygurande-Merlines von Le Palais \| \| \| \| 467,8 496,6 \| Ussel \| 631 m \| \| \| \| Tramway Tulle–Ussel (TC, 1913–1960)[2] \| \| \| \| \| Bahnstrecke Le Palais–Eygurande-Merlines n. Eygurande-M. \| \| \| \| \| \| \| \| Beginn der Streckenzählung: Paris-Austerlitz über Vierzon und Montluçon \| \| \| \| |                      |                                                            |                                                           |
| |                      | Bahnstrecke Montluçon–Saint-Sulpice-Laurière v. St-Sulpice |                                                           |
| Bahnhof | 388,8                | Busseau-sur-Creuse                                         | 393 m                                                     |
| Brücke über Wasserlauf | 389,4                | Creuse (Viaduc de Busseau, 338 m)                          | Creuse (Viaduc de Busseau, 338 m)                         |
| Abzweig geradeaus und nach links | 389,2                | Bahnstrecke Montluçon–Saint-Sulpice-Laurière n. Montluçon  | Bahnstrecke Montluçon–Saint-Sulpice-Laurière n. Montluçon |
| Tunnel | 389,7                | Tunnel de Villatte (182 m)                                 | Tunnel de Villatte (182 m)                                |
| Brücke über Wasserlauf | 390,4                | Bois (Viaduc de la Villatte, 120 m)                        | Bois (Viaduc de la Villatte, 120 m)                       |
| ehemaliger Bahnhof | 393,5                | Ahun                                                       | 362 m                                                     |
| Bahnhof | 396,4                | Lavaveix-les-Mines                                         | 381 m                                                     |
| ehemaliger Haltepunkt / Haltestelle | 399,3                | St-Martial-le-Mont                                         | 394 m                                                     |
| ehemaliger Haltepunkt / Haltestelle | 401,5                | Vaveix-Issoudun                                            | 405 m                                                     |
| ehemaliger Bahnhof | 404,2                | Fourneaux                                                  | 431 m                                                     |
| Bahnübergang | ~404,5               | D 942 (ehem. N 142)                                        | D 942 (ehem. N 142)                                       |
| Tunnel | 409,5                | Tunnel d’Alleyrat (171 m)                                  | Tunnel d’Alleyrat (171 m)                                 |
| Tunnel | 410,8                | Tunnel de Laubard (48 m)                                   | Tunnel de Laubard (48 m)                                  |
| Tunnel | 411,4                | Tunnel de la Salesse (169 m)                               | Tunnel de la Salesse (169 m)                              |
| Bahnhof | 412,9                | Aubusson                                                   | 431 m                                                     |
| Brücke über Wasserlauf | 416,4                | Creuse (40 m)                                              | Creuse (40 m)                                             |
| Tunnel | 413,1                | Tunnel d’Aubusson (317 m)                                  | Tunnel d’Aubusson (317 m)                                 |
| Brücke über Wasserlauf | ~413,6               | Beauze                                                     | Beauze                                                    |
| Bahnübergang | ~413,6               | D 941 (ehem. N 141)                                        | D 941 (ehem. N 141)                                       |
| Tunnel | 414,1                | Tunnel de Saint-Jean (89 m)                                | Tunnel de Saint-Jean (89 m)                               |
| Brücke über Wasserlauf | 416,4                | Creuse                                                     | Creuse                                                    |
| ehemaliger Bahnhof | 418,5                | Moutier-Rozeille                                           | 474 m                                                     |
| Tunnel | 421,4                | Souterrain des Granges (524 m)                             | Souterrain des Granges (524 m)                            |
| Bahnhof | 423,0                | Felletin                                                   | 529 m                                                     |
| | 423,7                | Streckenende                                               | Streckenende                                              |
| Brücke über Wasserlauf (Strecke außer Betrieb) | 423,8                | Creuse                                                     | Creuse                                                    |
| Bahnübergang (Strecke außer Betrieb) | ~424,2               | D 992 (ehem. N 692)                                        | D 992 (ehem. N 692)                                       |
| Bahnübergang (Strecke außer Betrieb) | ~425,2               | D 982 (ehem. N 682)                                        | D 982 (ehem. N 682)                                       |
| Brücke über Wasserlauf (Strecke außer Betrieb) | ~426,0               | Creuse                                                     | Creuse                                                    |
| Bahnhof (Strecke außer Betrieb) | 431,0                | Croze                                                      | 571 m                                                     |
| Bahnhof (Strecke außer Betrieb) | 436,6                | Clairavaux                                                 | 629 m                                                     |
| Tunnel (Strecke außer Betrieb) | 441,1                | Souterrain du Gaudeix (1.336 m)                            | Souterrain du Gaudeix (1.336 m)                           |
| Bahnhof (Strecke außer Betrieb) | 443,2                | Le Mas-d’Artige                                            | 773 m                                                     |
| Bahnhof (Strecke außer Betrieb) | 448,6                | La Courtine                                                | 729 m                                                     |
| Grenze (Strecke außer Betrieb) | ~450,4               | Département Creuse/Corrèze                                 | Département Creuse/Corrèze                                |
| Bahnhof (Strecke außer Betrieb) | 454,4                | Sornac-Saint-Rémy                                          | 701 m                                                     |
| Bahnhof (Strecke außer Betrieb) | 461,7                | Saint-Pardoux-le-Vieux                                     | 686 m                                                     |
| Abzweig ehemals geradeaus und von rechts |                      | Bahnstrecke Le Palais–Eygurande-Merlines von Le Palais     | Bahnstrecke Le Palais–Eygurande-Merlines von Le Palais    |
| U-Bahn-Kopfbahnhof Streckenanfang · Bahnhof | 467,8 496,6          | Ussel                                                      | 631 m                                                     |
| U-Bahn-Strecke nach rechts (außer Betrieb) · Strecke |                      | Tramway Tulle–Ussel (TC, 1913–1960)                        | Tramway Tulle–Ussel (TC, 1913–1960)                       |
| |                      | Bahnstrecke Le Palais–Eygurande-Merlines n. Eygurande-M.   |                                                           |
| |                      |                                                            |                                                           |
| Beginn der Streckenzählung: Paris-Austerlitz über Vierzon und Montluçon |                      |                                                            |                                                           |

Die Bahnstrecke Busseau-sur-Creuse–Ussel ist eine 79 km lange, eingleisige Eisenbahnstrecke in Frankreich. Der Bau der Strecke dauerte 40 Jahre. Sie verbindet in Nord-Süd-Richtung die Bahnstrecke Montluçon–Saint-Sulpice-Laurière im Département Creuse mit der Bahnstrecke Le Palais–Eygurande-Merlines im Département Corrèze. Ziel war es zunächst, die Kohlebergwerke in den Becken von Ahun und Commentry besser an ihre Absatzmärkte anzuschließen. Sie überwindet dabei mit dem Plateau de Millevaches in Höhe der Gemeinde Le Mas-d’Artige einen Ausläufer des Zentralmassivs und weist daher eine Steigung von bis zu 25 ‰ auf. Dieser südliche Abschnitt ist seit den späten 1980er Jahren geschlossen und zum Teil entwidmet. Die Strecke war sowohl für den Güter- als auch für den Personenverkehr zugelassen.

## Geschichte

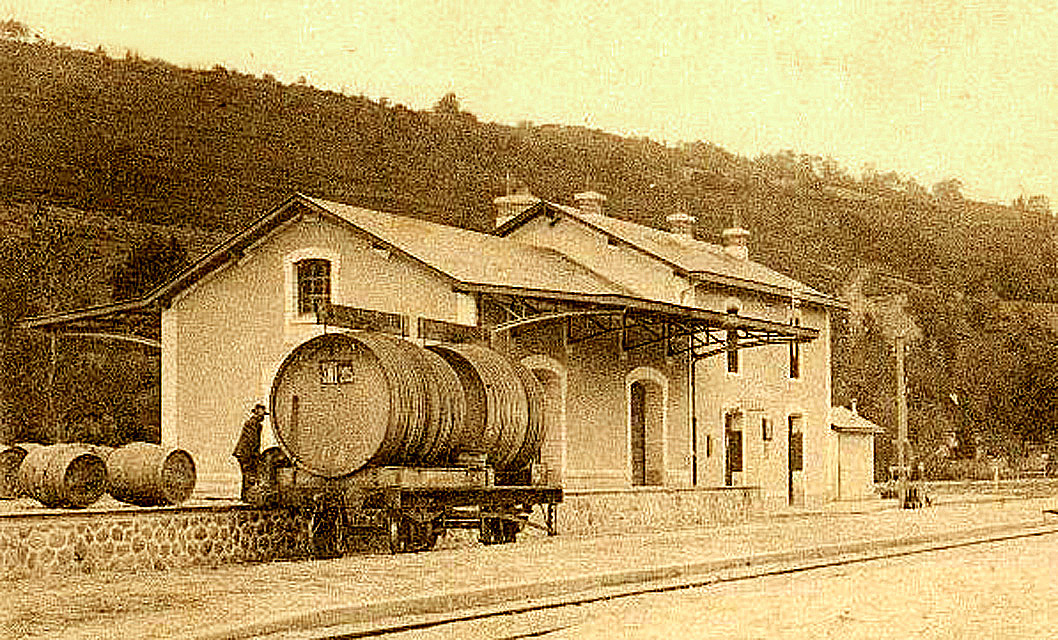
Weintransport am Bahnhof von Croze, frühes 20. Jahrhundert

Der nördliche Teil zwischen Aubusson und der anschließenden, oben genannten, Mitte der 1860er Jahre in Betrieb gegangene Strecke wurde bereits am 11. Juni 1863 an die Compagnie du chemin de fer de Paris à Orléans (PO) konzessioniert. Die Verlängerung nach Felletin war darin vorgesehen. Der Plan Freycinet von 1879 befürwortete und teilfinanzierte den Weiterbau. In Aubusson war darüber hinaus nach Victor von Röll noch eine West-Ost-Erschließung vorgesehen und 1912 angeblich im Bau.
Zur Umsetzung des Freycinet-Plans wurde der PO am 17. Juni 1892 eine Eventualkonzession für den Weiterbau nach Ussel erteilt, die am 20. März des Folgejahrs gesetzlich bestätigt wurde. Am 26. Dezember 1893 erhielt dieser den Status der Gemeinnützigkeit.

### Streckenöffnung
Der erste, gut 15 km lange Teil zwischen Busseau-sur-Creuse und dem zur Gemeinde Saint-Médard-la-Rochette gehörenden Fourneaux ging am 29. Dezember 1864 in Betrieb, jedoch zunächst vom rechten Ufer der Creuse, da die Brücke noch nicht fertig war. Die nächsten 8,7 km wurden am 20. Februar 1871 eingeweiht. Die nächsten 10 km bis Felletin konnten am 28. August 1882 befahren werden und erst am 1. Juni 1905 ging der letzte und baulich anspruchsvollste, 44,8 km lange Streckenteil in Betrieb.
1914 gab es sieben Zugpaare mit Personenbeförderung zwischen Busseau und Aubusson, von denen fünf bis Felletin und vier auf der gesamten Strecke bis Ussel verkehrten. Zwischen den Weltkriegen ging die Häufigkeit auf drei Omnibus-Verbindungen auf der Gesamtstrecke plus eine weitere Verbindung Busseau–Felletin zurück. Bedeutung hatte die Strecke auch für den Truppentransport ins Lager La Courtine.

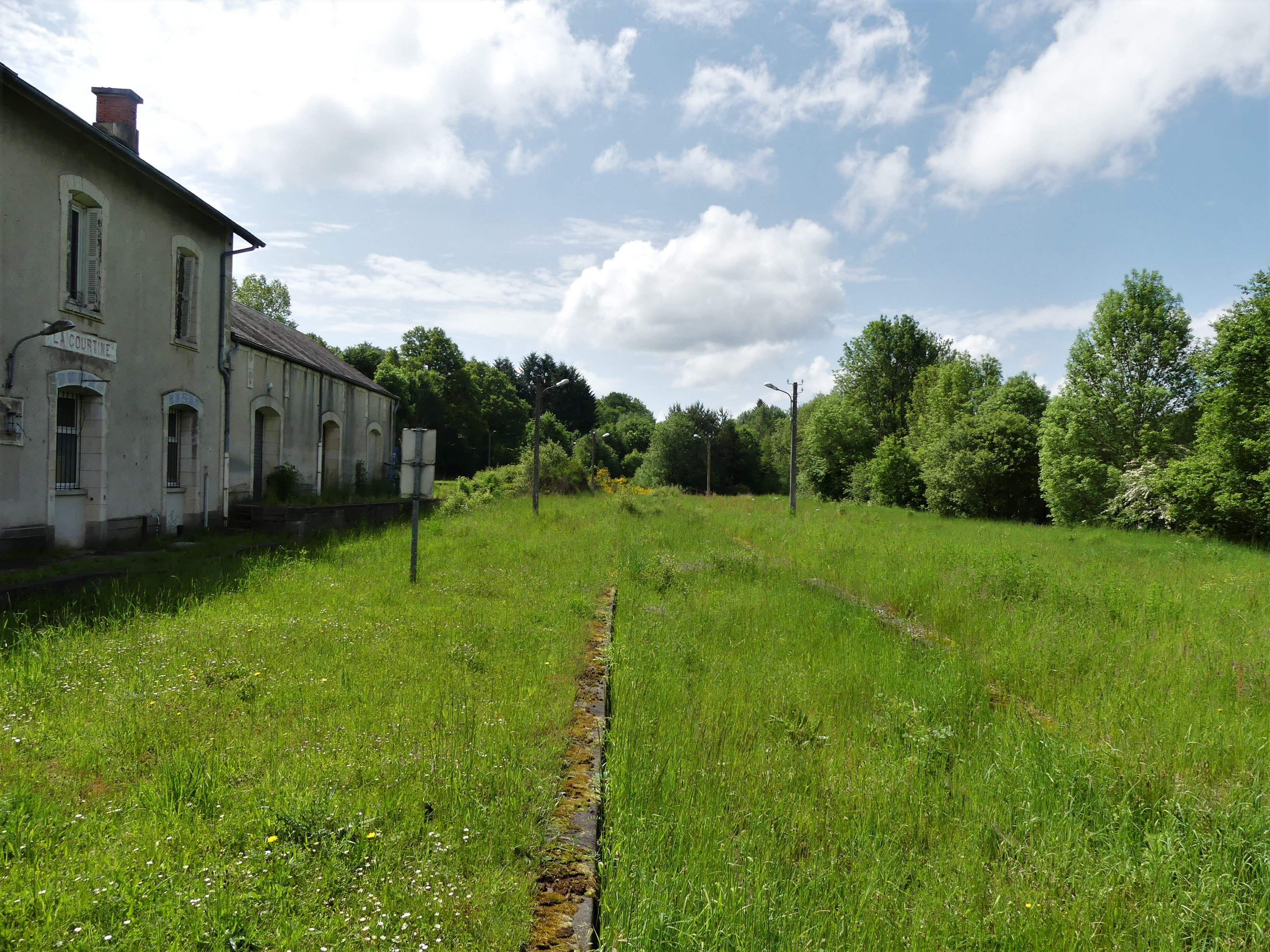
Bahnhof La Courtine, Mai 2018

Aktuell bedient die TER Nouvelle Aquitaine als Verkehrsträger die Linie 25 wochentags mit zwei Zugpaaren, die zwischen Busseau und Felletin mit zwei Unterwegshalten in Lavaveix-les-Mines und Aubusson 38 Minuten unterwegs sind.

### Schließung und Entwidmung
Am 30. September 1979 wurde die Strecke zwischen Felletin und Ussel für den Personenverkehr und zwischen Felletin und La Courtine für den Güterverkehr geschlossen. Am 24. Januar 1992 war Beförderungsschluss für den Abschnitt La Courtine–Ussel. Kurz nacheinander am 31. August und am 10. November 1989 wurden die Abschnitte Felletin–La Courtine (BK 423,650–446,540) und La Courtine (446,540–447,900) entwidmet, die Gleise zwischen Felletin und La Courtine im Frühjahr 1989 entfernt.